# Listă de aeroporturi după codul ICAO: E
Mai jos este lista de aeroporturi al căror cod ICAO începe cu litera E.
Această listă este generată cu date din Wikidata și este actualizată periodic de un robot.
 Editările făcute în listă vor fi șterse la următoarea actualizare!
| Imagine | Cod ICAO  | Articol                                             |
| ------- | --------- | --------------------------------------------------- |
|         | EPPO      | Aeroportul Poznań-Ławica                            |
|         | ENFL      | Aeroportul Florø                                    |
|         | EGEC      | Aeroportul Campbeltown                              |
|         | EFMA      | Aeroportul Mariehamn                                |
|         | EGMK      | Aeroportul Lympne                                   |
|         | EDAH      | Aeroportul Heringsdorf                              |
|         | EDFH      | Aeroportul Frankfurt-Hahn                           |
|         | EGOV      | Aeroportul Anglesey                                 |
|         | EKMB      | Aeroportul Lolland Falster                          |
|         | EKSB      | Aeroportul Sønderborg                               |
|         | ENLI      | Aeroportul Farsund                                  |
|         | EPOP      | Aeroportul Opole-Polska Nowa Wieś                   |
|         | ESNU      | Aeroportul Umeå                                     |
|         | ESUE      | Aeroportul Idre                                     |
|         | EDDW      | Aeroportul Bremen                                   |
|         | EGHE      | Aeroportul St Mary's                                |
|         | ENFB      | Aeroportul Oslo, Fornebu                            |
|         | EPKO      | Aeroportul Koszalin-Zegrze Pomorskie                |
|         | EGAA      | Aeroportul Internațional Belfast                    |
|         | EDDP      | Aeroportul Leipzig/Halle                            |
|         | EFTA      | Aeroportul Tampere-Härmälä                          |
|         | EDLW      | Aeroportul Internațional Dortmund                   |
|         | EGPC      | Aeroportul Wick                                     |
|         | EGPD      | Aeroportul Aberdeen                                 |
|         | ESMT      | Aeroportul Halmstad                                 |
|         | ESSU      | Aeroportul Eskilstuna                               |
|         | ESUP      | Aeroportul Pajala                                   |
|         | ESKK      | Aeroportul Karlskoga                                |
|         | ENMS      | Aeroportul Mosjøen                                  |
|         | EGHR      | Aeroportul Chichester/Goodwood                      |
|         | EDDB ETBS | Aeroportul Berlin-Schönefeld                        |
|         | EDDB      | Aeroportul Berlin Brandenburg                       |
|         | EDDC ETDN | Aeroportul Dresda                                   |
|         | EDDF      | Aeroportul Frankfurt Main                           |
|         | EGNS      | Aeroportul Isle of Man                              |
|         | EKOD      | Aeroportul Hans Christian Andersen                  |
|         | EGLC      | Aeroportul London City                              |
|         | EIKK      | Aeroportul Kilkenny                                 |
|         | EKSR      | Dímun                                               |
|         | ENHD      | Aeroportul Haugesund                                |
|         | ENSH      | Aeroportul Svolvær                                  |
|         | ESKN      | Aeroportul Stockholm Skavsta                        |
|         | EYVI      | Aeroportul Vilnius                                  |
|         | EBCI      | Aeroportul Bruxelles South Charleroi                |
|         | EDDG      | Aeroportul Internațional Münster Osnabrück          |
|         | EDDH      | Aeroportul Hamburg                                  |
|         | EDDN      | Aeroportul Nürnberg                                 |
|         | EDDV      | Aeroportul Hannover                                 |
|         | EGSK      | RAF Hethel                                          |
|         | EHBK      | Aeroportul Maastricht Aachen                        |
|         | ENNO      | Aeroportul Notodden                                 |
|         | ENST      | Aeroportul Sandnessjøen                             |
|         | ESND      | Aeroportul Härjedalen Sveg                          |
|         | EDDS      | Aeroportul Stuttgart                                |
|         | EFHK      | Aeroportul Helsinki-Vantaa                          |
|         | ENBO      | Aeroportul Bodø                                     |
|         | ESDF      | Aeroportul Ronneby                                  |
|         | ESMQ      | Aeroportul Kalmar                                   |
|         | ESGR      | Aeroportul Skövde                                   |
|         | ESKS      | Aeroportul Sälen                                    |
|         | ESNY      | Aeroportul Söderhamn                                |
|         | ESNS      | Aeroportul Skellefteå                               |
|         | EGSS      | Aeroportul Londra Stansted                          |
|         | ESMO      | Aeroportul Oskarshamn                               |
|         | EIDL      | Aeroportul Donegal                                  |
|         | EGNH      | Aeroportul Blackpool                                |
|         | EPKT      | Aeroportul Internațional Katowice                   |
|         | EPBA      | Aeroportul Aleksandrowice                           |
|         | EPEL      | Aeroportul Elbląg                                   |
|         | EPOD      | Aeroportul Dajtki                                   |
|         | EPPL      | Aeroportul Plock                                    |
|         | EPWR      | Aeroportul Wrocław – Copernicus                     |
|         | EBOS      | Aeroportul Internațional Ostend-Bruges              |
|         | EEPU      | Aeroportul Pärnu                                    |
|         | EFJY      | Aeroportul Jyväskylä                                |
|         | EFPO      | Aeroportul Pori                                     |
|         | EGKB      | Aeroportul London Biggin Hill                       |
|         | EKLS      | Aeroportul Læsø                                     |
|         | ESPA      | Aeroportul Luleå-Kallax                             |
|         | EFSI      | Aeroportul Seinäjoki                                |
|         | EGPB      | Aeroportul Sumburgh                                 |
|         | EKTS      | Aeroportul Thisted                                  |
|         | ENSR      | Aeroportul Sørkjosen                                |
|         | ENSS      | Aeroportul Vardø                                    |
|         | EPRZ      | Aeroportul Rzeszów-Jasionka                         |
|         | EPSC      | Aeroportul "Solidarity" Szczecin-Goleniów           |
|         | EPSK      | Aeroportul Słupsk-Redzikowo                         |
|         | EPSY      | Aeroportul Internațional Szczytno-Szymany           |
|         | EPZG      | Aeroportul Zielona Góra                             |
|         | ESSV      | Aeroportul Visby                                    |
|         | EGLF      | Aeroportul Farnborough                              |
|         | EKEB      | Aeroportul Esbjerg                                  |
|         | EKKA      | Aeroportul Karup                                    |
|         | EVVA      | Aeroportul Ventspils                                |
|         | ENEV      | Aeroportul Harstad/Narvik                           |
|         | ENSO      | Aeroportul Stord                                    |
|         | ESNH      | Aeroportul Hudiksvall                               |
|         | EFTU      | Aeroportul Turku                                    |
|         | EFOU      | Aeroportul Oulu                                     |
|         | ESGG      | Aeroportul Gothenburg-Landvetter                    |
|         | ESNZ      | Aeroportul Åre Östersund                            |
|         | EYSA      | Aeroportul Internațional Šiauliai                   |
|         | EDDM      | Aeroportul München Franz Josef Strauß               |
|         | EFTP      | Aeroportul Tampere-Pirkkala                         |
|         | EFVA      | Aeroportul Vaasa                                    |
|         | EFRO      | Aeroportul Rovaniemi                                |
|         | EYPA      | Aeroportul Internațional Palanga                    |
|         | EGEN      | Aeroportul North Ronaldsay                          |
|         | EGPW      | Aeroportul Unst                                     |
|         | ESSW      | Aeroportul Vastervik                                |
|         | ESNK      | Aeroportul Kramfors-Sollefteå                       |
|         | ESMX      | Aeroportul Växjö/Kronoberg                          |
|         | ENRA      | Aeroportul Mo i Rana                                |
|         | EKAH      | Aeroportul Aarhus                                   |
|         | ENKA      | Aeroportul Kautokeino                               |
|         | EICK      | Aeroportul Cork                                     |
|         | EGPI      | Aeroportul Islay                                    |
|         | EBAW      | Aeroportul Internațional Antwerp                    |
|         | ENAL      | Aeroportul Ålesund                                  |
|         | EKCH      | Aeroportul din Copenhaga                            |
|         | EPRA      | Aeroportul Radom-Sadków                             |
|         | EPOK      | Aeroportul Gdynia-Kosakowo                          |
|         | EGBP      | Aeroportul Cotswold                                 |
|         | ENHF      | Aeroportul Hammerfest                               |
|         | ESNO      | Aeroportul Örnsköldsvik                             |
|         | ESTA      | Aeroportul Ängelholm-Helsingborg                    |
|         | EGPM      | Aeroportul Scatsta                                  |
|         | ENFG      | Aeroportul Fagernes                                 |
|         | ESGT      | Aeroportul Trollhättan-Vänersborg                   |
|         | ESOH      | Aeroportul Hagfors                                  |
|         | ESSF      | Aeroportul Hultsfred                                |
|         | EGPL      | Aeroportul Benbecula                                |
|         | EGED      | Aeroportul Eday                                     |
|         | EGEF      | Aeroportul Fair Isle                                |
|         | EGEP      | Aeroportul Papa Westray                             |
|         | EPMO      | Aeroportul Varșovia-Modlin Mazovia                  |
|         | EGMH      | Aeroportul Manston                                  |
|         | EPBY      | Aeroportul Bydgoszcz Ignacy Jan Paderewski          |
|         | EFKE      | Aeroportul Kemi-Tornio                              |
|         | EGMC      | Aeroportul Londra Southend                          |
|         | EGBE      | Aeroportul Coventry                                 |
|         | ENAT      | Aeroportul Alta                                     |
|         | ENBN      | Aeroportul Brønnøysund                              |
|         | ESNX      | Aeroportul Arvidsjaur                               |
|         | EFKT      | Aeroportul Kittilä                                  |
|         | EHEH      | Aeroportul Eindhoven                                |
|         | EEKA      | Aeroportul Kärdla                                   |
|         | EGAE      | Aeroportul City of Derry                            |
|         | EGPA      | Aeroportul Kirkwall                                 |
|         | EGPE      | Aeroportul Inverness                                |
|         | EHLE      | Aeroportul Lelystad                                 |
|         | EICM      | Aeroportul Galway                                   |
|         | EIKY      | Aeroportul Kerry                                    |
|         | EKRK      | Aeroportul Roskilde                                 |
|         | ENCN      | Aeroportul Kristiansand                             |
|         | ENHV      | Aeroportul Honningsvåg                              |
|         | ENKR      | Aeroportul Kirkenes                                 |
|         | ESNQ      | Aeroportul Kiruna                                   |
|         | ESSL      | Aeroportul Linköping/Saab                           |
|         | ENSD      | Aeroportul Sandane                                  |
|         | ENSG      | Aeroportul Sogndal                                  |
|         | ENSK      | Aeroportul Stokmarknes                              |
|         | EGSU      | Aerodromul Duxford                                  |
|         | EIDW      | Aeroportul Dublin                                   |
|         | ENRY      | Aeroportul Oslo Rygge                               |
|         | ENVY      | Aeroportul Værøy                                    |
|         | ENZV      | Aeroportul Stavanger                                |
|         | EGTG      | Aeroportul Bristol Filton                           |
|         | ESSA      | Aeroportul Stockholm-Arlanda                        |
|         | ENNA      | Aeroportul Lakselv, Banak                           |
|         | ENBS      | Aeroportul Båtsfjord                                |
|         | EGPR      | Aeroportul Barra                                    |
|         | ENDU      | Aeroportul Bardufoss                                |
|         | ENOL      | Aeroportul Ørland                                   |
|         | ENGM      | Aeroportul Oslo                                     |
|         | ENTC      | Aeroportul Tromsø                                   |
|         | EIWF      | Aeroportul Waterford                                |
|         | EGBJ      | Aeroportul Gloucestershire                          |
|         | ENVD      | Aeroportul Vadsø                                    |
|         | ESNV      | Aeroportul Vilhelmina                               |
|         | ESUT      | Aeroportul Hemavan-Tärnaby                          |
|         | ESGL      | Aeroportul Lidköping-Hovby                          |
|         | EGER      | Aeroportul Stronsay                                 |
|         | EGPU      | Aeroportul Tiree                                    |
|         | ENBR      | Aeroportul Bergen                                   |
|         | EFKK      | Aeroportul Kokkola-Pietarsaari                      |
|         | EDDK      | Aeroportul Köln-Bonn                                |
|         | ESSD      | Aeroportul Dala                                     |
|         | EKYT      | Aeroportul Aalborg                                  |
|         | EBBR      | Aeroportul Bruxelles                                |
|         | ENAN      | Aeroportul Andøya                                   |
|         | ETAR      | Ramstein Air Base                                   |
|         | ENML      | Aeroportul Molde                                    |
|         | ENOV      | Aeroportul Ørsta-Volda                              |
|         | EGNJ      | Aeroportul Humberside                               |
|         | EGDY      | Royal Naval Air Station Yeovilton                   |
|         | ESST      | Aeroportul Torsby                                   |
|         | EBKT      | Aeroportul Kortrijk-Wevelgem                        |
|         | EFLP      | Aeroportul Lappeenranta                             |
|         | EGEO      | Aeroportul Oban                                     |
|         | EGEL      | Aeroportul Coll                                     |
|         | EGEY      | Aeroportul Colonsay                                 |
|         | EICA      | Aeroportul Connemara                                |
|         | EGMD      | Aeroportul Lydd                                     |
|         | ENKL      | Aeroportul Gol                                      |
|         | ESGB      | Aeroportul Torslanda                                |
|         | EGHC      | Aeroportul Land's End                               |
|         | EGHQ      | Aeroportul Newquay Cornwall                         |
|         | EGJA      | Aeroportul Alderney                                 |
|         | ENHK      | Aeroportul Hasvik                                   |
|         | ESOW      | Aeroportul Stockholm Västerås                       |
|         | ESSB      | Aeroportul Stockholm Bromma                         |
|         | EGSH      | Aeroportul Internațional Norwich                    |
|         | ENNM      | Aeroportul Namsos                                   |
|         | ENRO      | Aeroportul Røros                                    |
|         | ENRS      | Aeroportul Røst                                     |
|         | EVDA      | Aeroportul Daugavpils                               |
|         | ESMK      | Aeroportul Kristianstad                             |
|         | EGNC      | Aeroportul Carlisle Lake District                   |
|         | EGAB      | Aeroportul Enniskillen/St Angelo                    |
|         | EGFH      | Aeroportul Swansea                                  |
|         | EGES      | Aeroportul Sanday                                   |
|         | EISG      | Aeroportul Sligo                                    |
|         | ESKM      | Aeroportul Mora-Siljan                              |
|         | ESNL      | Aeroportul Lycksele                                 |
|         | ESOE      | Aeroportul Örebro                                   |
|         | EGEW      | Aeroportul Westray                                  |
|         | EGPN      | Aeroportul Dundee                                   |
|         | EGPO      | Aeroportul Stornoway                                |
|         | ENBL      | Aeroportul Førde                                    |
|         | ENLK      | Aeroportul Leknes                                   |
|         | ENRM      | Aeroportul Rørvik                                   |
|         | ESNN      | Aeroportul Sundsvall-Timrå                          |
|         | EHRD      | Aeroportul Rotterdam Haga                           |
|         | ESGJ      | Aeroportul Jönköping                                |
|         | EPWA      | Aeroportul Frederic Chopin din Varșovia             |
|         | EKSN      | Aeroportul Sindal                                   |
|         | EGSC      | Aeroportul Cambridge                                |
|         | ENDI      | Aeroportul Geilo                                    |
|         | EFET      | Aeroportul Enontekiö                                |
|         | EGNV      | Aeroportul Teesside                                 |
|         | EYSB      | Aeroportul Barysiai                                 |
|         | EGNL      | Aeroportul Barrow/Walney Island                     |
|         | EETU      | Aeroportul Tartu                                    |
|         | EFMI      | Aeroportul Mikkeli                                  |
|         | EGET      | Aeroportul Tingwall                                 |
|         | EVRA      | Aeroportul Internațional Riga                       |
|         | EFJO      | Aeroportul Joensuu                                  |
|         | EKVG      | Aeroportul Vágar                                    |
|         | EGBN      | Aeroportul Nottingham                               |
|         | EGPT      | Aeroportul Perth                                    |
|         | EGTO      | Aeroportul Rochester                                |
|         | EDSB      | Aeroportul Baden                                    |
|         | ENSB      | Aeroportul Svalbard                                 |
|         | EDTL      | Aeroportul Lahr                                     |
|         | EKBI      | Aeroportul Billund                                  |
|         | EGLK      | Aeroportul Blackbushe                               |
|         | EBLG      | Aeroportul Liege                                    |
|         | EPLB      | Aeroportul Lublin                                   |
|         | EETN      | Aeroportul Tallinn                                  |
|         | EGKK      | Aeroportul Londra Gatwick                           |
|         | EGGW      | Aeroportul Luton                                    |
|         | EGPH      | Aeroportul Edinburgh                                |
|         | EGBB      | Aeroportul Birmingham                               |
|         | ELLX      | Aeroportul Luxemburg-Findel                         |
|         | EGPF      | Aeroportul Glasgow                                  |
|         | EGGD      | Aeroportul Bristol                                  |
|         | EGGP      | Aeroportul Liverpool John Lennon                    |
|         | ENMH      | Aeroportul Mehamn                                   |
|         | EDDT EDBT | Aeroportul Berlin Tegel                             |
|         | EHAM      | Aeroportul Amsterdam Schiphol                       |
|         | ESSK      | Aeroportul Gävle-Sandviken                          |
|         | EGEH      | Aeroportul Whalsay                                  |
|         | EKSP      | Aeroportul Vojens                                   |
|         | EKSV      | Aeroportul Skive                                    |
|         | EKVJ      | Aeroportul Stauning Vestjylland                     |
|         | EFSA      | Aeroportul Savonlinna                               |
|         | EVLA      | Aeroportul Internațional Liepāja                    |
|         | EFKS      | Aeroportul Kuusamo                                  |
|         | EGQB      | Aeroportul Ballykelly                               |
|         | ENVA      | Aeroportul Trondheim                                |
|         | EKRN      | Aeroportul Bornholm                                 |
|         | ESGP      | Aeroportul Gothenburg City                          |
|         | EYKA      | Aeroportul Kaunas                                   |
|         | EFIV      | Aeroportul Ivalo                                    |
|         | EGLL      | Aeroportul Londra Heathrow                          |
|         | EGCC      | Aeroportul Manchester                               |
|         | EGNM      | Aeroportul Internațional Leeds Bradford             |
|         | ESNG      | Aeroportul Gällivare                                |
|         | EPBP      | Aeroportul Biała Podlaska                           |
|         | ENBV      | Aeroportul Berlevåg                                 |
|         | EFKU      | Aeroportul Kuopio                                   |
|         | EPLL      | Aeroportul Łódź Władysław Reymont                   |
|         | EHGG      | Aeroportul Groningen Eelde                          |
|         | EPGD      | Aeroportul Gdańsk Lech Wałęsa                       |
|         | EGTK      | Aeroportul London Oxford                            |
|         | EEKE      | Aeroportul Kuressaare                               |
|         | EGNT      | Aeroportul Newcastle                                |
|         | EGNX      | Aeroportul East Midlands                            |
|         | EGAC      | Aeroportul George Best Belfast City                 |
|         | EGHI      | Aeroportul Southampton                              |
|         | ESMS      | Aeroportul Malmö                                    |
|         | EGJJ      | Aeroportul Jersey                                   |
|         | EGPK      | Aeroportul Glasgow Prestwick                        |
|         | EGFF      | Aeroportul Cardiff                                  |
|         | EGJB      | Aeroportul Guernsey                                 |
|         | EGCN      | Aeroportul Doncaster Sheffield                      |
|         | EGTE      | Aeroportul Internațional Exeter                     |
|         | ENTO      | Aeroportul Sandefjord                               |
|         | EGTC      | Aeroportul Cranfield                                |
|         | EGHH      | Aeroportul Bournemouth                              |
|         | ESSP      | Aeroportul Norrköping                               |
|         | ESUD      | Aeroportul Storuman                                 |
|         | EPKK      | Aeroportul Internațional Papa Ioan Paul II Cracovia |
|         | EDDL      | Aeroportul Internațional Düsseldorf                 |
|         | EINN      | Aeroportul Shannon                                  |
|         | ESOK      | Aeroportul Karlstad                                 |
|         | EGKA      | Aeroportul Shoreham                                 |
|         | EFKI      | Aeroportul Kajaani                                  |